# Ślepa próba (chemia)
Ślepa próba, próba zerowa – próba chemiczna wykonana w identycznych warunkach i z tymi samymi odczynnikami co analiza badanego materiału, lecz bez dodawania oznaczanego składnika, czyli analitu. Pozwala na ustalenie i uwzględnienie obecności analitu w używanych odczynnikach.